# Myrsine rapensis
Myrsine rapensis är en viveväxtart som först beskrevs av F. Brown, och fick sitt nu gällande namn av Francis Raymond Fosberg och Sachet. Myrsine rapensis ingår i släktet Myrsine och familjen viveväxter. Inga underarter finns listade i Catalogue of Life.